# 二重効用吸収冷凍サイクル
二重効用吸収冷凍サイクル（にじゅうこうようきゅうしゅうれいとうサイクル）は、単効用吸収冷凍サイクルに高温再生器を追加し高温再生器で分離した冷媒蒸気の凝縮熱で低温再生器を動作させ、効率の向上を図った冷凍機の熱力学サイクルである。
再生器の必要熱量・凝縮器の冷却熱量の減少により、燃料の節約・冷却塔の容量低減が可能である。
2013年の現状二重効用サイクルでは効率のいいものでCOP1.5を達成している。単効用より効率が高いとは言え一般的な蒸気圧縮冷凍機がCOP4近く有るのに比べれば性能は悪い。

## 直列流サイクル
直列流サイクルは、高温再生器から低温再生器へ吸収液を直列に流すものである。
1 - 蒸発器で液体の冷媒を低い圧力に保った低温で気化させ QE 冷却する。 →1'
1',6 - 吸収器で吸収液に冷媒蒸気を吸収させる。吸収液濃度 ξ1 →2
2 - 吸収液ポンプで希吸収液を低温液熱交換器へ送り QH 熱交換する →7
7 - 吸収液ポンプで希吸収液を高温液熱交換器へ送り QHH 熱交換する →7H
7H - 高温再生器で QG の熱で希吸収液を加熱する。 →5H
5H - 濃吸収液と冷媒蒸気に分離する。 →4H,4H'
4H - 再生器から高温液熱交換器へ圧力差で濃吸収液を送り QHH 熱交換する。吸収液濃度 ξ3 →8H
4H' -低温再生器で QCH 冷却し冷媒を液化する。 →3H
8H - 低温再生器で QCH の熱で希吸収液を加熱する。 →5
5 - 濃吸収液と冷媒蒸気に分離する。 →4,4'
4 - 再生器から低温吸収液熱交換器へ圧力差で濃吸収液を送り QH 熱交換する。吸収液濃度 ξ2 →8
8 - 吸収器で吸収液を QA 冷却する。 →6
4' - 凝縮器で QC 冷却し冷媒を液化する。 →3
3,3H - 凝縮器から蒸発器へ圧力差で液化した冷媒を移送する。 →1

### 理論成績係数・冷凍能力
熱交換器などの損失がない場合を考えると。
QE + QG = QA + QC
QE = D ( h1' - h3 )
QC = D ( h4' - h3 )
QCH = D ( h4H' - h3H )
QG =  a D h4H +  D ( a / a1 )( h4' - h4H ) - a D h7H
QA = ( a -1 ) D h8 + D h1' - a D h2
QH = a D ( h7 - h2 )
QHH = a D ( h7H - h7 )
(COP)R = QE / QG = ( h1' - h3 ) / { a ( h4 - h7H ) + ( h4' - h4H ) a / a1 }
(COP)R : 冷凍サイクルの理論成績係数
Q : 熱量
h : 吸収液のエンタルピー 　h' : 吸収液と平衡する冷媒蒸気のエンタルピー
a : 吸収液循環比、1kgの冷媒蒸気を再生器で発生させるために必要な希吸収液の循環量 a = ξ2 / ( ξ2 - ξ1 )
a1 : 高温再生器の吸収液循環比 a1 = ξ3 / ( ξ3 - ξ1 )
D : 再生器の発生冷媒蒸気量

## 並列流サイクル
並列流サイクルは、高温再生器と低温再生器へ吸収液を分割して流すものである。直列流サイクルと比較して、高圧再生器の最高圧力を低くでき、より熱効率を高めることが可能である。
1 - 蒸発器で液体の冷媒を低い圧力に保った低温で気化させ QE 冷却する。 →1'
1',6 - 吸収器で吸収液に冷媒蒸気を吸収させる。吸収液濃度 ξ1 →2
2 - 吸収液ポンプで希吸収液を加圧2分流し、低温液熱交換器で QH、ドレン熱回収器で QCL 熱交換する →7、7L
7 - 希吸収液を2分流し、高温液熱交換器で QHH、排気ガス熱回収器で QGL 熱交換する →7H
7H - 高温再生器で QG の熱で希吸収液を加熱する。 →5H
5H - 濃吸収液と冷媒蒸気に分離する。 →4H,4H'
4H - 再生器から高温液熱交換器へ圧力差で濃吸収液を送り QHH 熱交換する。吸収液濃度 ξ3 →8H
4H' -低温再生器で QCH 冷却し冷媒を液化する。 →3H
3H -ドレン熱回収器で QCL 冷媒を冷却する。 →3L
7L - 低温再生器で QCH の熱で希吸収液を加熱する。 →5
5 - 濃吸収液と冷媒蒸気に分離する。 →4,4'
8H,4 - 再生器から低温吸収液熱交換器へ圧力差で濃吸収液を送り QH 熱交換する。吸収液濃度 ξ2 →8
8 - 吸収器で吸収液を QA 冷却する。 →6
4' - 凝縮器で QC 冷却し冷媒を液化する。 →3
3,3L - 凝縮器・ドレン熱回収器から蒸発器へ圧力差で液化した冷媒を移送する。 →1

## 二段蒸発・吸収サイクル
二段蒸発・吸収サイクルは、蒸発器・吸収器を上下二分割し、下部を圧力が高い第1蒸発器・吸収器、上部を第2蒸発器・吸収器とするものである。冷却水・冷水は下部から上部へ、冷媒・吸収液は上部から下部への対向流となっている。
吸収液をより希薄な濃度まで使用でき、大温度差の冷水供給が可能であり、同じ冷凍能力での吸収液循環量・加熱量の低減が可能である。

## 二重効用第一種吸収ヒートポンプ
このサイクルを利用し、低温排熱を高温熱源で汲み上げて加熱するものを二重効用第一種吸収ヒートポンプと呼ぶ。
(COP)H =  (COP)R + 1
(COP)H : ヒートポンプサイクルの理論成績係数